# Mickaël Vannieuwenhuyse
 (janvier 2022).
 (janvier 2022).
Mickaël Vannieuwenhuyse (prononcé : [vanjœwɑ̃ɥijz]), est un professionnel de la désinfection, désinsectisation, dératisation (3D) et vidéaste web français. Il se fait connaître grâce à sa chaîne YouTube de vulgarisation sur la lutte contre les nuisibles.

## Biographie

### Naissance et études
D’origine néerlandaise comme l'atteste son patronyme, Mickaël Vannieuwenhuyse naît le 21 février 1986 à Roncq dans le Nord de la France. Fils d’un dératiseur, il apprend très tôt les techniques du piègeage sur les nuisibles. Il obtient un bac professionnel d’agent en communication visuelle au sein de l’école Sainte Marie de Bosco à Bailleul en 2004.

### Carrière professionnelle
Il commence sa carrière professionnelle en 2006 dans une entreprise familiale de dératisation, STAEL, située dans la campagne du Nord. Il y développe ses compétences contre les rongeurs, les pigeons, ainsi que les taupes.
En 2014, il devient associé au sein de l’entreprise BIOSANIT basée à Lille. Il se spécialise dans la lutte contre les nuisibles au sein des entreprises agro-alimentaires et laboratoires cosmétiques.
En 2018, il quitte BIOSANIT pour créer sa société qu’il nomme EFFICACE SARL dans laquelle il réalise des prestations de dératisation et désinsectisation pour les particuliers, les restaurateurs, les entreprises industrielles.
Il est détenteur de plusieurs diplômes et agréments comme le Certibiocide, piégeur agréé , cordiste ainsi qu’une habilitation électrique.

### Ses débuts sur YouTube
Dans le cadre de son activité professionnelle, il constate que la confiance des particuliers est souvent abusée et que, sans conseils accessibles, il leur est impossible de lutter efficacement contre les nuisibles. Par ailleurs, les solutions qu’il voit proposées dans le commerce sont trop souvent sous-dosées pour être efficaces.
Aussi décide-t-il, en mars 2019 de lancer sa chaîne YouTube, Votre Expert Anti-Nuisibles. Les vidéos sont des mises en situation qui visent à vulgariser son expertise et présenter des solutions qui fonctionnent, la preuve par l’exemple. Ses interventions filmées sont des cas réels exposant la problématique, les questionnements devant amener à la pose des solutions anti nuisibles. Enfin, il rend compte des résultats obtenus. Ce format de type enquête policière permet à la chaîne d'enregistrer 4 000 abonnés, 11 mois après son lancement.

### L'accès à la notoriété
À son lancement, la chaîne traite d’abord des rats et souris. Puis, elle s'ouvre aux insectes. L'audience atteint 10.000 abonnés le 13 juillet 2020 et 2 millions de vues.
En septembre 2020, le média en ligne Brut. le convie à partager ses conseils sur une vidéo intitulée “Comment éviter les punaises de lit”.
Le 6 janvier 2021, le youtubeur français Amixem, classé alors 7e youtubeur de France par le magazine Challenges, publie sur sa chaîne Youtube (10 millions d’abonnés) une vidéo des chaînes YouTube de “passionnés de choses improbables”.
Le 21 juillet 2021, le site de référence d’information sur la gestion des nuisibles Hamelin.info, publie une interview de Mickaël dans laquelle il est présenté comme « l'expert du moment » dont la chaîne YouTube connaît « un succès surprenant ».
La chaîne diffuse 180 vidéos quand, le 9 octobre 2021, Mickaël est convié par la station de radio généraliste France Bleu Nord pour participer à son émission Mag Média. Il fait partie d’une sélection de 3 nordistes qui, comme l'indique le titre l’émission du jour « s'amusent sur le net... et ils cartonnent ! ». Il y explique sa vocation et sa manière d’enquêter pour rendre ses vidéos accessibles et attractives.
Le 22 janvier 2022, sa chaîne diffuse 203 vidéos, atteint les 17 millions de vues cumulées et les 115 000 abonnés.

### Vie privée
Mickaël Vannieuwenhuyse vit en concubinage depuis 2016 avec Elena Georgieva. Ils ont un fils, Nikolaï, que l’on voit apparaître pour la première fois le 20 mars 2020 dans la vidéo “Même un enfant peut armer cette tapette à souris !”. Nikolaï est apparu à plusieurs reprises en train d’aider son père à poser des pièges ou jouer en arrière-plan.

## Audience

### Évolution de l'audience YouTube
Source d'information : YouTube Studio de la chaîne
- 13/07/2020 : 10k abonnés, 2M vues
- 19/11/2020 : 25k abonnés, 4M vues
- 08/01/2021 : 50k abonnés, 6M vues
- 20/05/2021 : 70k abonnés, 10M vues
- 11/10/2021 : 100k abonnés, 15M vues
- 27/06/2023 : 175k abonnés, 29M vues

## Autres activités

### Boutique de lutte anti-nuisibles

Logo Votre Expert Anti-Nuisibles

En mars 2019, en parallèle du lancement de sa chaîne YouTube, Mickaël ouvre une boutique en ligne de vente d'article de lutte contre les nuisibles, Votre-expert-anti-nuisibles.com.

## Chaînes YouTube
- Votre expert anti-nuisibles (chaîne principale)